# العلاقات الدنماركية السورينامية
العلاقات الدنماركية السورينامية هي العلاقات الثنائية التي تجمع بين الدنمارك وسورينام.

## مقارنة بين البلدين
هذه مقارنة عامة ومرجعية للدولتين:
| وجه المقارنة                                              | الدنمارك                                                     | سورينام                        |
| --------------------------------------------------------- | ------------------------------------------------------------ | ------------------------------ |
| المساحة (كم2)                                             | 42.92 ألف                                                    | 163.27 ألف                     |
| عدد السكان (نسمة)                                         | 5.79 مليون                                                   | 563.40 ألف                     |
| الكثافة السكانية (ن./كم²)                                 | 134.9                                                        | 3.45                           |
| العاصمة                                                   | كوبنهاغن                                                     | باراماريبو                     |
| اللغة الرسمية                                             | اللغة الدنماركية                                             | اللغة الهولندية                |
| العملة                                                    | كرونة دنماركية                                               | دولار سورينامي، غيلدر سورينامي |
| الناتج المحلي الإجمالي (بليون دولار)                      | 324.87 مليار                                                 | 3.32 مليار                     |
| الناتج المحلي الإجمالي (تعادل القوة الشرائية) بليون دولار | 278.61 مليار                                                 | 9.07 مليار                     |
| الناتج المحلي الإجمالي الاسمي للفرد دولار أمريكي          | 51.99 ألف                                                    | 9.48 ألف                       |
| الناتج المحلي الإجمالي للفرد دولار أمريكي                 | 45.54 ألف                                                    | 16.64 ألف                      |
| مؤشر التنمية البشرية                                      | 0.900                                                        | 0.714                          |
| رمز المكالمات الدولي                                      | +45                                                          | +597                           |
| رمز الإنترنت                                              | .dk                                                          | .sr                            |
| المنطقة الزمنية                                           | توقيت وسط أوروبا، ت ع م+02:00، ت ع م+01:00، أوروبا/كوبنهاجن ‏ | 00                             |

## منظمات دولية مشتركة
يشترك البلدان في عضوية مجموعة من المنظمات الدولية، منها:
| علم المنظمة | اسم المنظمة                        | تاريخ انضمام الدنمارك | تاريخ انضمام سورينام |
| ----------- | ---------------------------------- | --------------------- | -------------------- |
|             | يونسكو                             | 4 نوفمبر 1946         | 16 يوليو 1976        |
|             | وكالة ضمان الاستثمار متعدد الأطراف | 12 أبريل 1988         | 2 يوليو 2003         |
|             | الأمم المتحدة                      | 24 أكتوبر 1945        | 4 ديسمبر 1975        |
|             | الاتحاد البريدي العالمي            | ?                     | ?                    |
|             | البنك الدولي للإنشاء والتعمير      | 30 نوفمبر 1960        | 27 يونيو 1978        |
|             | الاتحاد الدولي للاتصالات           | 1866                  | 15 يوليو 1976        |
|             | منظمة حظر الأسلحة الكيميائية       | ?                     | ?                    |
|             | مؤسسة التمويل الدولية              | 20 يوليو 1956         | 1 سبتمبر 2011        |
|             | منظمة التجارة العالمية             | 1995                  | ?                    |
|             | منظمة الشرطة الجنائية الدولية      | ?                     | ?                    |

## وصلات خارجية
- موقع وزارة الخارجية الدنماركية
- موقع وزارة الخارجية السورينامية